# Pirmin Blaak
Pirmin Blaak (n. 8 martie 1988, Rotterdam, Țările de Jos) este un jucător de hochei pe iarbă ce a reprezentat Regatul Țărilor de Jos, medaliat olimpic. A participat la două ediții ale Jocurilor Olimpice (2020, 2024) în care a câștigat o medalie de aur.